# Sperchopsis tessellata
Sperchopsis tessellata är en skalbaggsart som först beskrevs av Ziegler 1844.  Sperchopsis tessellata ingår i släktet Sperchopsis och familjen palpbaggar. Inga underarter finns listade i Catalogue of Life.